# ينغفار هاغن
ينغفار هاغن (بالنرويجية البوكمول: Yngvar Hagen)‏ هو عالم حيوانات نرويجي، ولد في 24 سبتمبر 1909، وتوفي في 22 مارس 1993.